# Arbizu
Arbizu là một đô thị trong tỉnh và cộng đồng tự trị Navarre, Tây Ban Nha. Đô thị này có diện tích là 14,3 ki-lô-mét vuông, dân số là 1021 người (2007).
Đô thị nằm ở độ cao 497 m trên mực nước biển.

## Biến động dân số
| Biến động dân số                                     | Biến động dân số | Biến động dân số | Biến động dân số | Biến động dân số | Biến động dân số | Biến động dân số | Biến động dân số | Biến động dân số | Biến động dân số | Biến động dân số |
| 1996                                                 | 1998             | 1999             | 2000             | 2001             | 2002             | 2003             | 2004             | 2005             | 2006             | 2007             |
| ---------------------------------------------------- | ---------------- | ---------------- | ---------------- | ---------------- | ---------------- | ---------------- | ---------------- | ---------------- | ---------------- | ---------------- |
| 919                                                  | 925              | 927              | 932              | 922              | 925              | 950              | 963              | 982              | 1 006            | 1 021            |
| Nguồn: Arbizu et instituto de estadística de navarra |                  |                  |                  |                  |                  |                  |                  |                  |                  |                  |